# میکسر (وبگاه)
میکسر (به انگلیسی: Mixer) یک سرویس لایو استریم بود که توسط شرکت مایکروسافت در ۵ ژانویه ۲۰۱۶ تاسیس شد که بر روی بازی‌های ویدیویی تمرکز داشت که از آن برای جریان مستقیم استفاده می شد. میکسر به‌طور خودکار بر روی ویندوز ۱۰ و ایکس باکس نصب بود و از طریق او بی اس استادیو می شد با آن کار کرد.

## پایان کار
در ۲۳ ژوئن ۲۰۲۰ مایکروسافت به‌طور رسمی اعلام کرد که این سرویس طی یک ماه دیگر برای همیشه خاموش می‌شود. این وبگاه در ۲۲ ژوئیه ۲۰۲۰ برای همیشه خاموش شد.